# Береніка I
Береніка I (дав.-гр. Βερονίκη, бл. 340 до н. е., Македонія — між 279 до н. е. та 268 до н. е., Александрія, Елліністичний Єгипет) — цариця Єгипту з 317 до н. е.

## Життєпис
Походила з династії Антипатридів за жіночою лінією. Була донькою Лага, македонського аристократа, й Антігони, внучатої небоги Антипатра. Водночас була зведеною сестрою Птолемея Лагіда (майбутнього єгипетського царя Птолемея Сотера). Близько 325 до н. е. вийшла заміж за Пилипа, македонського аристократа. Від нього мала 1 сина та 2 доньок.
Після смерті у 318 до н. е. чоловіка перебирається до Єгипту. У 317 до н. е. вийходить вдруге заміж — тепер за царя Птолемея I Сотера. Мала від нього 1 сина та 2 доньок. Сприяла своєму синові Птолемею в отриманні єгипетського трону. Останній надав матері божественні почесті. Також на її честь названо місто, яке було зведено на узбережжі Червоного моря.

## Родина
1. Чоловік — Філіпп
Діти:
- Магас (д/н-250 до н. е.), цар Киренаїки у 276–250 роках до н. е.
- Антігона (д/н-295 до н. е.), дружина Пірра, царя Епіру
- Феоксена (д/н-289 до н. е.), дружина Агафокла, басилевса Сиракуз

2. Чоловік — Птолемей I
Діти:
- Арсіноя (316–268 до н. е.)
- Філотера (315/309—д/н)
- Птолемей (308–246 до н. е.), цар Єгипту у 283–246 роках до н. е.